# 加查站
加查站是一個位於中國西藏自治区山南市加查县的铁路车站。2021年6月25日随拉林铁路的正式开通运营投入使用。车站站房面积2000平方米，外立面以加查碉楼为设计原型；站场设4条到发线。